# Marano Vicentino
Marano Vicentino is een gemeente in de Italiaanse provincie Vicenza (regio Veneto) en telt 9228 inwoners (31-12-2004). De oppervlakte bedraagt 12,7 km², de bevolkingsdichtheid is 727 inwoners per km².
De volgende frazioni maken deel uit van de gemeente: Molette.

## Demografie
Marano Vicentino telt ongeveer 3589 huishoudens. Het aantal inwoners steeg in de periode 1991-2001 met 12,4% volgens cijfers uit de tienjaarlijkse volkstellingen van ISTAT.
| Jaar | Inwoneraantal |
| ---- | ------------- |
| 1991 | 7898          |
| 2001 | 8879          |

## Geografie
De gemeente ligt op ongeveer 136 m boven zeeniveau.
Marano Vicentino grenst aan de volgende gemeenten: Malo, San Vito di Leguzzano, Schio, Thiene, Zanè.